# Siphonophora limitare
Siphonophora limitare är en mångfotingart som beskrevs av Loomis 1936. Siphonophora limitare ingår i släktet Siphonophora och familjen Siphonophoridae. Inga underarter finns listade i Catalogue of Life.